# 阿萊曼德峰
78°24′S 158°36′E / 78.400°S 158.600°E
阿萊曼德峰（英語：Allemand Peak）是南極洲的山峰，位於奧次地，處於穆迪峰以南2.4公里，屬於迴旋鏢山脈的一部分，在1964年由美國南極名稱諮詢委員命名，現時由南極條約體系管理。